# Fyodor Fyodorovich Ushakov

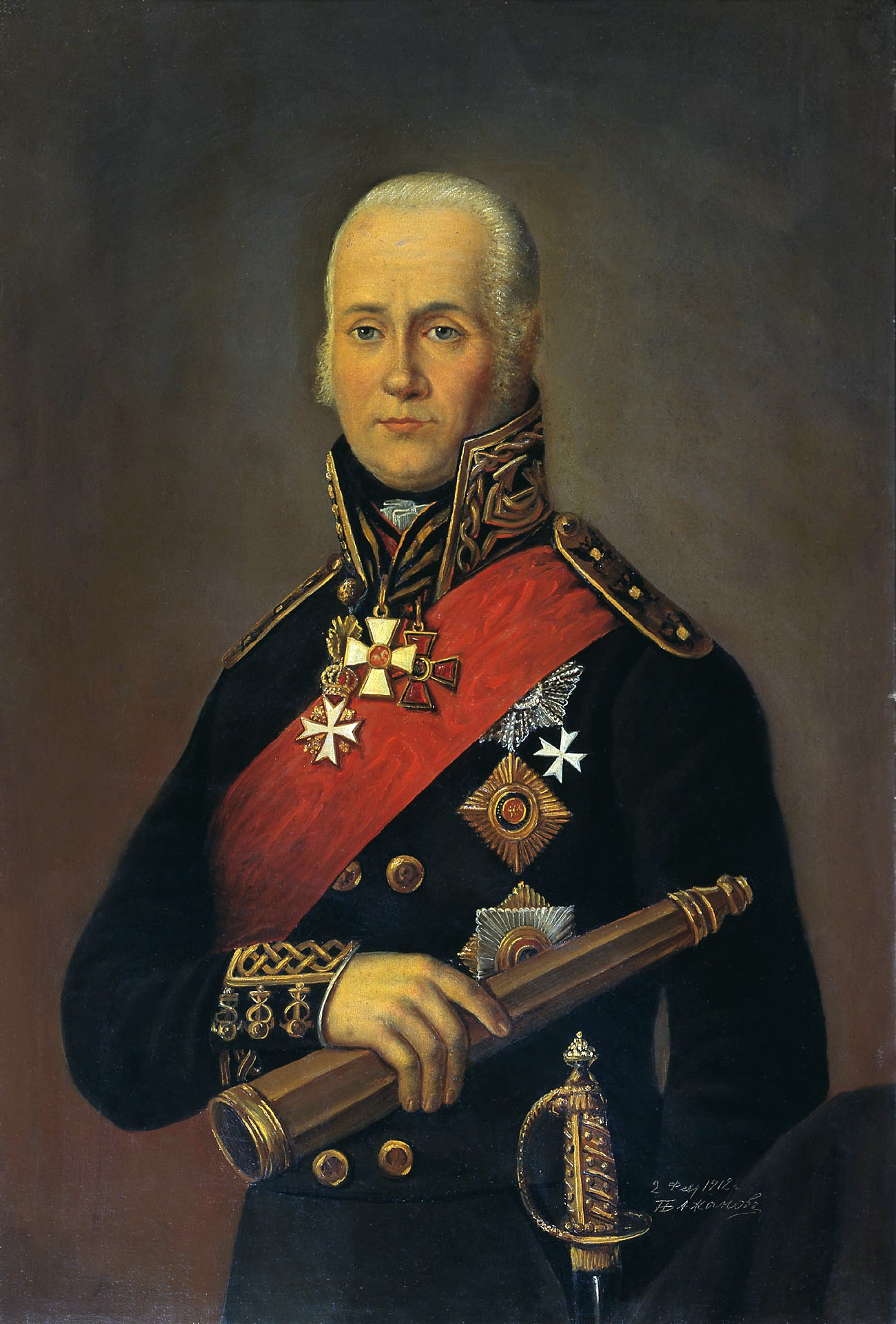
Fyodor Fyodorovich Ushakov

Thánh Fyodor Fyodorovich Ushakov (tiếng Nga: Фёдор Фёдорович Ушако́в, IPA: [ʊʂɐˈkof]; 24 tháng 2 (lịch cũ: 13 tháng 2) 1745 - 14 tháng 10 (lịch cũ: 2 tháng 10) 1817) là chỉ huy và đô đốc hải quân Nga lừng lẫy nhất thế kỷ XVIII. Ông nổi tiếng vì đã thắng trong mọi cuộc giao tranh mà ông tham gia với tư cách là đô đốc của hạm đội Nga đương thời.

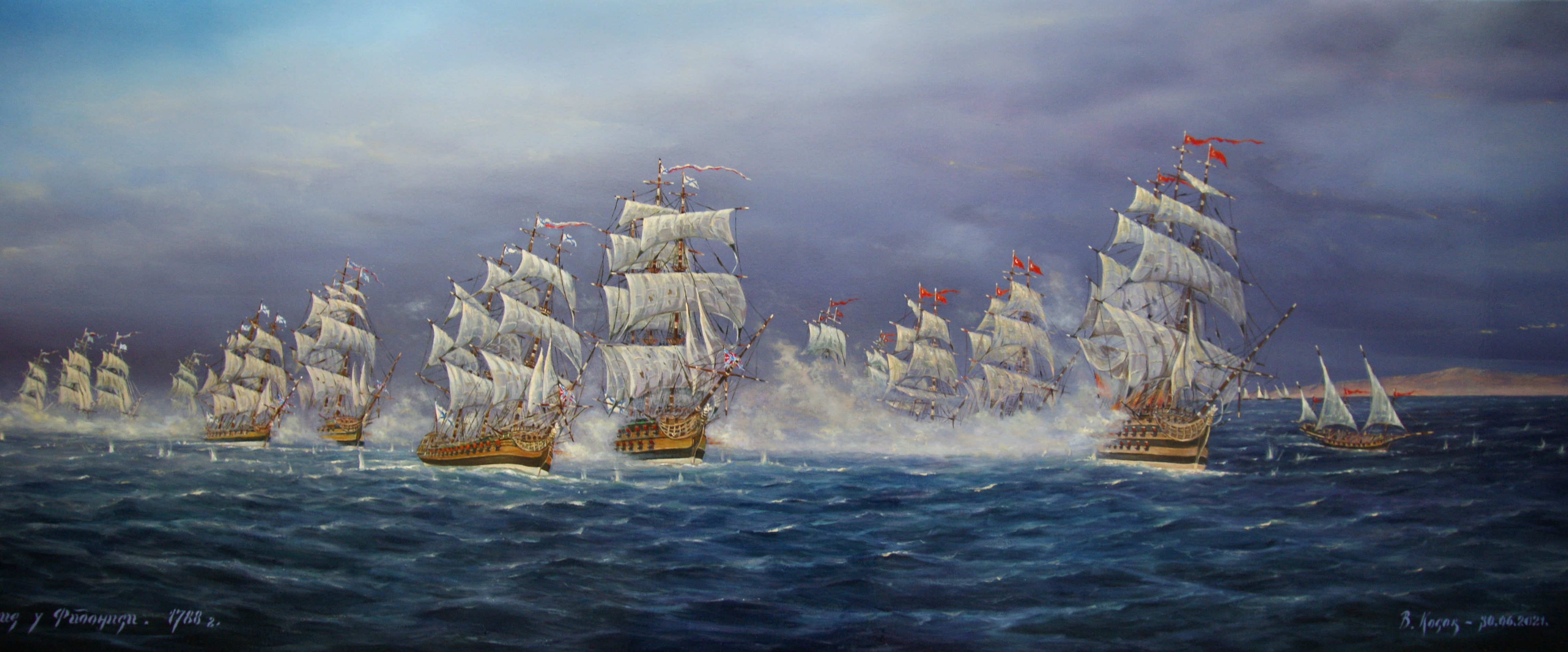
Trận chiến tại Fidonisi. 1788 Vladimir Kosov

## Cuộc đời và sự nghiệp hải quân
Ushakov sinh ra tại làng Burnakovo ở Yaroslavl, trong một gia đình quý tộc nhỏ. Cha của ông, Fyodor Ignatyevich Ushakov, là một trung sĩ đã nghỉ hưu của trung đoàn Preobrazhensky thuộc lực lượng cận vệ Hoàng gia . Vào thời điểm Fyodor Ushakov nộp bản khai lý lịch (skaska) của mình cho quân đội, gia đình của ông vẫn chưa được chính thức xác nhận là 'dvoryanstvo', nhưng họ chắc chắn thuộc tầng lớp quý tộc. Trong bản đệ trình, Ushakov nói rằng ông không có gia huy, cũng không có chứng nhận hoàng gia cho điền trang, và không có cách nào để chứng minh dòng dỏi quý tộc. Năm 1798, Fyodor Ushakov, với tư cách là phó đô đốc của Hải quân Biển Đen, đã đệ trình một yêu cầu xác nhận chính thức dòng dõi quý tộc và cung cấp hồ sơ gia phả. Năm 1807 gia huy của ông đã được thêm vào Tổng tập sách gia huy toàn Nga. Năm 1815 Fyodor Ushakov và gia đình của ông được thêm vào phần 6 (giới quý tộc cổ đại) của cuốn phả hệ Yaroslavl.
Vào ngày 15 tháng 2 năm 1761, ông đăng ký gia nhập Hải quân Nga tại Saint Petersburg. Sau khi được đào tạo, ông phục vụ trên một galley trong Hạm đội Baltic. Năm 1768, ông được chuyển đến Hải đội Don (Hải quân Biển Azov) ở Taganrog, và phục vụ trong Chiến tranh Nga-Thổ Nhĩ Kỳ (1768–74). Ông chỉ huy thuyền riêng của Ekaterina II, và tích cực bảo vệ các tàu buôn của Nga ở Địa Trung Hải trong Liên minh Trung lập có Vũ trang lần thứ nhất.
Sau khi Đế quốc Nga chinh phục Hãn quốc Krym năm 1783, Ushakov đã đích thân giám sát việc xây dựng căn cứ hải quân ở Sevastopol và việc xây dựng các bến cảng ở Kherson. Trong Chiến tranh Nga-Thổ Nhĩ Kỳ (1787–92), ông đã đánh bại quân Ottoman tại trận Fidonisi (1788), Eo biển Kerch (1790), Tendra (1790) và Mũi Kaliakra (1791). Trong những trận chiến này, ông đã chứng minh các học thuyết sáng tạo của mình trong nghệ thuật tác chiến thủy quân.
Năm 1798 Ushakov được thăng cấp đô đốc và được trao quyền chỉ huy một hải đội đi đến Địa Trung Hải qua Constantinopolis, ở đó quân của ông kết hợp với hải đội Ottoman. Hạm đội Nga-Ottoman kết hợp sau đó hoạt động dưới sự chỉ huy của Ushakov trong chiến tranh của Liên minh thứ hai chống lại Cộng hòa Pháp. Cuộc thám hiểm bắt đầu bằng việc chinh phục quần đảo Ionian, được Pháp mua lại một năm trước đó từ Cộng hòa Venezia không còn tồn tại trong Hiệp ước Campo Formio. Đỉnh điểm của hành động này là Cuộc vây hãm Corfu (1798–1799), và dẫn đến việc thành lập Cộng hòa Septinsular sau đó. Hải đội của Ushakov sau đó phong tỏa các căn cứ của Pháp ở Ý, đặc biệt là Genova và Ancona, đồng thời tấn công thành công Napoli và Roma.
Sa hoàng Pavel I, với tư cách là Đại sư của Dòng Thánh John, đã ra lệnh cho Ushakov tiến tới Malta, nơi một hạm đội Anh dưới quyền của Nelson đang hỗ trợ bao vây.
Tuy nhiên, sau khi hội ngộ với lực lượng Liên quân ở Malta, Ushakov gần như ngay lập tức bị triệu hồi trở về nước Nga vào năm 1800 (cùng với hạm đội của mình), nơi Hoàng đế mới, Alexander I, không đánh giá cao những chiến công của ông. Ushakov từ chức chỉ huy năm 1807 và rút vào Tu viện Sanaksar ở Mordovia ngày nay. Ông được yêu cầu chỉ huy dân quân địa phương trong Chiến tranh Pháp-Nga (1812) nhưng đã từ chối.
Trong 43 trận thủy chiến dưới quyền chỉ huy của ông, ông không mất một con tàu nào và chưa bao giờ thua trận nào. Cùng với Suvorov (1729-1800) và Kutuzov (1745-1813), ông là chỉ huy quân sự lỗi lạc nhất của Đế quốc Nga. Cả ba ông gần như cùng thời và cùng với thống soái Pyotr Aleksandrovich Rumyantsev đã giúp cho Nga trở thành thế lực quân sự mạnh hàng đầu châu Âu thế kỷ XVIII và giúp Nga đẩy lui sự cạnh tranh của Đế chế Ottoman. Ba ông cùng với Nevsky (thế kỷ XIII) và Zhukov (thế kỷ XX) được người Nga đánh giá là năm danh tướng nổi bật nhất của dân tộc.

## Di sản
- Nhà nước Liên Xô đặt ra Huân chương Ushakov để tặng cho các quân nhân hải quân Liên Xô lập chiến công lớn. Đây là một trong những huân chương của Liên Xô vẫn được nước Nga ngày nay tiếp tục sau khi Liên Xô bị giải thể. Trong khi đó, Huy chương Ushkov dành tặng cho các chiến sĩ hải quân dũng cảm bảo vệ Liên Xô.
- Viện Nghiên cứu Hải quân Baltic ở Kaliningrad mang tên ông. Một tiểu hành tinh do Lyudmila Ivanovna Chernykh phát hiện năm 1978 được đặt tên Ushakov. Một lớp tàu phòng thủ bờ biển của Hải quân Đế quốc Nga và chiếc đầu tiên trong lớp này được chế tạo được đặt tên Ushakov. Một chiếc tuần dương hạm thuộc lớp Sverdlov, một chiếc tuần dương khác thuộc lớp Kirlov, một chiếc tàu khu trục thuộc lớp Sovremenny của Hải quân Liên Xô được đặt tên Ushakov.
- Tượng của ông được dựng ở nhiều nơi ở Nga và Ukraina.